# Heriades shestakovi
Heriades shestakovi là một loài Hymenoptera trong họ Megachilidae. Loài này được Popov mô tả khoa học năm 1960.